# Diourbel
Diourbel (serer: Jurbel, wolof: Njaaréem) è una città nella parte occidentale del Senegal, a 150 km dalla capitale Dakar e 80 km da Thiès. È il capoluogo della regione Diourbel.

## Geografia fisica
La città è situata in un ambiente arido e deserto. Le città vicine sono Sessene, 25 km a ovest, Gaye, 25 km a nord, Ndoulo 15 km a nord-est e Maronèm, 21 km a sud.

## Popolazione
Gli abitanti di Diourbel sono in aumento. Ha influito su ciò il fatto che è una città di passaggio di senegalesi in pellegrinaggio (detto Magal).
Stime demografiche ufficiali: 
- nel 2007 - 100 445 abitanti
- nel 2002 - 95 984 abitanti
- nel 1988 - 76 548 abitanti

## Economia
Il settore dominante dell'economia della città è la produzione industriale di arachidi. Attualmente si sta verificando un processo di impoverimento dovuto all'avanzare deserto a scapito delle campagne..

## Monumenti e luoghi d'interesse
Molti visitatori della città visitano una moschea (la moschea di Keurgoumak), costruita negli anni 1919-1925, un edificio più piccolo, più armonioso e più gradevole dal punto di vista architettonico rispetto alla celebre moschea di Touba. Fu l'abitazione di Cheikh Ahmadou Bamba, il fondatore della confraternita sufi del Mouride, capo dal 1912 alla sua morte, avvenuta nel 1927.

## Politica
Diversi partiti e associazioni hanno sede a Diourbel: Mouvement des citoyens pour une démocratie de développement volto al movimento cittadino per una democrazia di sviluppo, Mouvement national des serviteurs des masses e Parti populaire sénégalais.

## Amministrazione

### Gemellaggi
- Avignone, dal 1961[1]